# Eria junghuhnii
Eria junghuhnii är en orkidéart som beskrevs av Johannes Jacobus Smith. Eria junghuhnii ingår i släktet Eria och familjen orkidéer.
Artens utbredningsområde är Java. Inga underarter finns listade i Catalogue of Life.